# Mäebe (Torgu)
Mäebe – wieś w Estonii, w prowincji Sarema, w gminie Torgu.